# Iridium Iris
Iridium Iris, är artistnamn för Morgan Sundin född 27 oktober 1975 i Enköping, som är en svensk låtskrivare. Han började spela trummor som åttaåring på 1980-talet och gick på trumskola. Några år senare lärde han sig även spela gitarr. Mer än tjugo år senare när han spelat i flera band på olika positioner, började han att skapa sina egna låtar och startade 2009 soloprojektet Iridium Iris. Tidigare har Sundin också startat andra soloprojekt, som Loco, Withered Rain, Morgan Rain, Span Of Faith och The Pragma (elektronisk dansmusik tillsammans med en sångerska, duo), men det var Iridium Iris som blev det slutgiltiga projektet. De tidigare projekten kan man fortfarande hitta recensioner om i Eskilstuna kurirens arkiv.
Nu är Sundin en artist som börjar ta sig ut i media, han har hörts i radio P4 Sörmland 2011 och pågående i Radiocampus Örebro 2011. De mest populära låtarna som spelas är Beautiful och Sunshine, där den förstnämnda även var ett bidrag till Svensktoppen nästa år 2011.
Utöver detta hjälper Sundin andra att tonsätta webbsidor och reklamfilm.

## Diskografi
- All She Is (2009)
- Hope To See (2009)
- Bundle Of Joy (2009)
- Seven Ways To Fail (2009)
- Seeing Is Believing (2009)
- Out Of Time (2009)
- Absolute Silence (2010)
- Into Dust (2010)
- The Beast (2010)
- Sunshine (2010)
- Död för mig (2011)
- Son Of The Sun (2011)
- The Great Escape (2011)
- Beautiful (2011)
- Free (2011)
- I Would (2011)